# Figaro-Nunatak
Der Figaro-Nunatak ist ein rund 200 m hoher und isolierter Nunatak im Norden der westantarktischen Alexander-I.-Insel. Er ragt am östlichen Ende des Mozart-Piedmont-Gletschers auf.
Luftaufnahmen der US-amerikanischen Ronne Antarctic Research Expedition (1947–1948) dienten dem britischen Geographen Derek Searle vom Falkland Islands Dependencies Survey im Jahr 1960 der Kartierung. Das UK Antarctic Place-Names Committee benannte ihn am 2. März 1961 in Anlehnung an die Benennung des Mozart-Piedmont-Gletschers nach der Oper Die Hochzeit des Figaro von Wolfgang Amadeus Mozart.